# 漱石俳句探偵帖
『漱石俳句探偵帖』（そうせきはいくたんていちょう）は、半藤一利による、夏目漱石の俳句に関するエッセイ集である。2年半にわたり、雑誌『俳句研究』に連載されたもので、1999年に角川学芸出版から発刊された。のち、2011年6月に文春文庫版が刊行された。31編のエッセイからなる。漱石の残した俳句から、漱石の散文作品や人物像を描こうとするものである。

## エッセーのタイトルと紹介されるエピソード
- シェークスピアに張り合って - 学生の小松武治がラム姉弟の「シェイクスピア物語」を翻訳し、漱石に校閲と、序文を求めたのに対して、シェークスピアの10編の劇の台詞の一節を取り上げてこれにあわせて10句をつくるという趣向の序文をつけた。
- 『草枕』の隠し味 - 『草枕』は漱石が作ってきた俳句を小説にいかそうとした冒険的な作品と捉えて、『草枕』の全編のそこかしこに熊本時代に作った俳句、とくに1897年の熊本、小天温泉（おあまおんせん）への旅行のときに作られた俳句が作中の温泉の風景などに使われていることが紹介される。
- これは几董調である - 『草枕』文中の俳句を高浜虚子に添削を受けて改作されたが、「これは几董調である」と虚子の助言に従わぬものがあった。与謝蕪村の弟子、高井几董の句集を漱石はヨーロッパ留学に携えている。
- 「厠半ばに」をめぐって - 漱石は1907年に総理大臣西園寺公望の有名文人を集めた懇話会を「時鳥厠半ばに出かねたり」の句を添えて招待を断った。その後も7回にわたって開かれた西園寺の懇話会の招待を断っている。ところが1909年の文相、小松原英太郎の文士招待会には出席した。筆者はその理由を西園寺が戊辰戦争で西軍の先鋒総督格であったことを嫌ったためだと推理する。
- 「余裕のある小説」を愚考する - 『虞美人草』執筆後に漱石は非余裕派（自然主義文学の人々）の狭小な小説観には賛成しないと書いた。「一事に即し一物に倒して、独特もしくは連想の趣味を起こして左から眺めたり右から眺めたりして容易に去り難いという風な趣味を指す」低徊趣味の由縁は連句の精神であると推理し、虚子らとの連句作品が紹介される。
- 松山「愚陀仏庵」を訪ねて - 松山の子規記念館に展示されていた正岡子規の友人見立帳（友人を野菜や果物に見立てたもの）に漱石は「柿」に見立てられ、「ウマミ沢山、マダ渋ノヌケヌノモマジレリ」と評されている。有名な「柿くへば鐘が鳴るなり法隆寺」の句は親友漱石を懐かしがって詠んだ句と筆者は推理する。漱石の初期の句「鐘つけば銀杏ちるなり建長寺」の句が紹介される。

## 書誌情報
- 『漱石俳句探偵帖』、半藤一利(著)、角川選書（1999年12月） ISBN 4047033103
- 『漱石俳句探偵帖』、半藤一利(著)、文春文庫（2011年6月） ISBN 416748319X